# West Torr

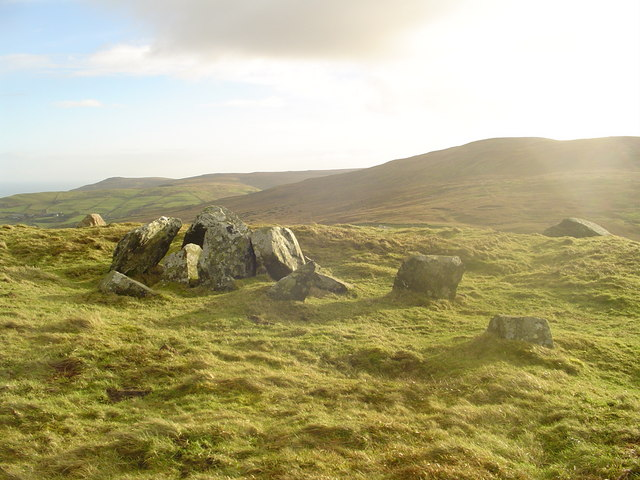
Passage Tomb

Die meisten Steine des Cairns des Passage Tombs von West Torr (auch Greenamore genannt) fehlen. Der Steinhügel ist leicht oval mit 19,5 auf 20,7 m Durchmesser. Viele seiner Randsteine sind erhalten. In der Mitte befindet sich eine rechteckige Kammer, von der acht Orthostaten erhalten sind. Die Kammer ist 1,8 m lang und 1,15 m breit. Westlich der Kammer sind die Überreste eines etwa zehn Meter langen und 1,3 m breiten Ganges erkennbar.
Die Megalithanlage aus rotem Sandstein befindet sich nahe der Küste, etwa 8,7 Kilometer nördlich von Cushendun, auf dem Gipfel eines kleinen Hügels zwischen dem Torr Head und dem Fair Head im County Antrim in Nordirland. Die Aussicht auf die Insel Rathlin und den Mull of Kintyre ist spektakulär.
In der Nähe liegt das Passage Tomb von Passage Tomb von Cross.